# Конститусьон (станция метро)
Станция Конститусьон является частью подземной сети города Буэнос-Айрес. Это станция текущей линии C и до 24 апреля 1966 года значилась под станцией одноименной линии E, вплоть до создания станции Боливар (Пласа-де-Майо).
Выход станции Конститусьон расположен на улице Лимы на пересечении с Авенида Бразил, в окрестностях района Конститусьон.